# Щебнеочистительная машина

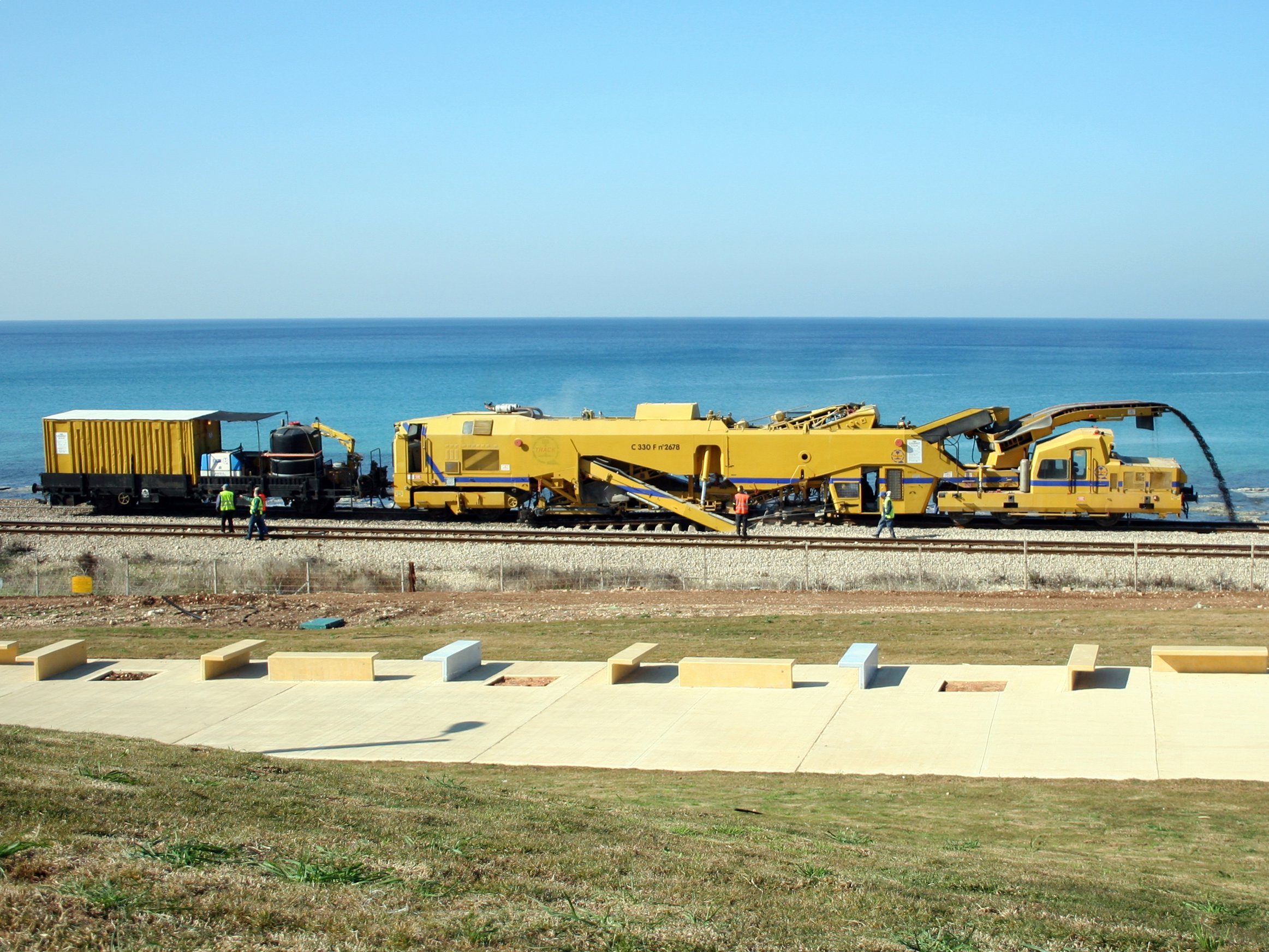
Щебнеочиститель Matisa C 330 F за работой в Хайфе, Израиль.

Щебнеочисти́тельная маши́на — путевая машина для очистки балласта, применяемая на железнодорожном транспорте при среднем и капитальном ремонте железнодорожного пути для восстановления упругости щебёночного слоя и его дренирующих свойств, а также для улучшения несущей способности балластной призмы.

## История появления
Первые щебнеочистительные машины были созданы в СССР в 40-х годах XX века, а на железнодорожном ходу — в начале 1950-х годов. Машины на железнодорожном ходу выполняли очистку щебня по всей ширине балластной призмы: балласт забирался с пути ковшовыми цепями и подавался в цилиндрические вращающиеся грохоты, через отверстия которых загрязнители и мелкие (пылевые) фракции щебня падали на конвейер и выбрасывались на обочину пути. Очищенный балласт ссыпался в путь. Внедрение прогрессивной технологии, при которой машины тяжёлого типа в определённой последовательности выполняют ремонт пути в «окна», потребовало разработки принципиально новой машины, работающей с большей производительностью. С середины 1950-х годов выпускаются самоходные щебнеочистительные машины на базе электробалластёра и полуприцепные, работающие с одним или двумя тракторами. На всех щебнеочистительных машинах используется центробежное щебнеочистительное устройство, предложенное конструктором А. М. Драгавцевым.

## Конструкция и технология очистки
Щебнеочистительное устройство состоит из двух помещённых одна в другую, замкнутых лент. Внутренняя сетчатая и внешняя сплошная ленты движутся перпендикулярно оси пути над подрезным ножом, заглублённым в балласт на 25 сантиметров. Срезаемый ножом щебень поступает на сетчатую ленту, через ячейки которой на криволинейном участке мелкие фракции и пыль под действием центробежной силы выбрасываются на наружную сплошную ленту и по ней ссыпаются на конвейер. Очищенный щебень по другому конвейеру попадает обратно в путь. Кроме оборудования электробалластёра (устройств для подъёма и сдвижки рельсо-шпальной решётки, выправки профиля пути, подбивки шпальных ящиков) на щебнеочистительной машине имеется щебнеотборочное устройство, предотвращающее переподъёмку путевой решётки (превышение высоты подъёмки сверх проектной). Щебнеочистительная машина снабжена также ковшовыми роторами, которые предназначены для вырезки щебня за торцами шпал и прокладки траншей, уменьшающих сопротивление движению подрезного ножа и крыльев. Щебнеочистительные машины на однопролётной раме оборудованы дополнительным конвейером, по которому загрязнители поступают в землеуборочный состав. Конвейер может поворачиваться и располагаться поперёк пути, что позволяет также использовать щебнеочистительные машины при работе у высоких платформ. Производительность щебнеочистительных машин до 3000 кубических метров балласта в час, глубина очистки щебеночного слоя до 60 сантиметров.

## Типы щебнеочистителей
- Самоходные щебнеочистительные машины, работающие без подъёма рельсо-шпальной решётки, используются для очистки балласта под стрелочными переводами на станционных путях и перегонах, а также у высоких платформ. Кроме щебнеочистительного устройства центробежного типа на щебнеочистительных машинах имеются выгребные устройства (скребковые цепные механизмы), конвейеры для выноса загрязнителей, дозатор балласта, очищающие рельсовые и шпальные щётки. Применяются выгребные устройства с укороченными зубьями цепи (для работы на перегонах) и с удлинёнными зубьями (на стрелочных переводах). Производительность такой щебнеочистительной машины до 300 кубических метров балласта в час.
- Полуприцепные щебнеочистительные машины используются при капитальном ремонте пути для очистки, уплотнения и планировки балласта. Оборудование смонтировано на раме, связанной с трактором через упряжное устройство и тяговую раму трактора. Задняя часть рамы опирается на два катка. Балласт, вырезаемый подрезным ножом, подаётся в щебнеочистительное устройство боковыми крыльями. Очищенный балласт разравнивается по всей ширине балластной призмы плужным планировщиком. Производительность щебнеочистительной машины до 1200 кубических метров балласта в час.

## В России
Современные щебнеочистительные машины поднимают рельсо-шпальную решётку и производят вырезку балласта под ним и очистку его от загрязнений, очищенный щебень разравнивается равномерно по ширине пути. Созданы щебнеочистительные машины, включаемые в путевые комплексы, состоящие из машин, работающих с высокими рабочими скоростями, осуществляющими вырезку балласта и погрузку его на подвижной состав, а также очистку щебня на всю его глубину при любых поперечных профилях балластной призмы. Загрязнитель перемещается транспортёрной лентой щебнеочистительной машины и выбрасывается за пределы пути. В 2017 году в России разработан и эксплуатируется на сети РЖД наиболее производительный в данное время универсальный путевой комплекс, включающий щебнеочистительную машину ЩОМ-2000, состав для вывоза засорителей СЗ-88 и распределительно-уплотнительную машину МР-100.

## В мире
Выпускаемые для железных дорог мира самоходные щебнеочистительные машины имеют скребковые или ковшовые выгребные устройства. Для очистки щебня часто используются виброгрохоты. Такие щебнеочистительные машины обеспечивают большую глубину очистки, но имеют более низкую производительность, чем щебнеочистительные машины с центробежным способом очистки балласта.
Компания Plasser & Theurer выпускает также высокопроизводительную машину RM 95-700 для очистки балласта через сдвоенный грохот. Эта восьмиосная балластоочистительная машина сочлененной конструкции с гидравлическим приводом и запасом нового балласта отличается высокой производительностью и компактностью конструкции. RM 95-700 используется в различных условиях и представляет собой новую модель, которую можно классифицировать как промежуточную между машинами серии RM 800/RM 900 и RM 80.